# Macrozamia
Genre
Le genre Macrozamia est un genre de plantes comprenant 38 à 40 espèces appartenant à la famille des Zamiaceae endémique de l'Australie.
La majorité des espèces vivent dans l'est de l'Australie, dans le sud du Queensland et en Nouvelle-Galles du Sud, avec une espèce poussant dans les monts MacDonnell dans le Territoire du Nord et trois dans le sud de l'Australie-Occidentale. Le nom commun Burrawang, à l'origine se référant à M. communis dans la langue aborigène Daruk, est souvent utilisé en anglais pour désigner toutes les espèces dans le genre.

## Espèces
- Macrozamia cardiacensis - sud-est du Queensland
- Macrozamia communis - côte est de la Nouvelle-Galles du Sud
- Macrozamia concinna - Nouvelle-Galles du Sud
- Macrozamia conferta - sud-est du Queensland
- Macrozamia cranei - sud-est du Queensland
- Macrozamia crassifolia - sud-est du Queensland
- Macrozamia denisoni - sud-est du Queensland
- Macrozamia diplomera - Nouvelle-Galles du Sud
- Macrozamia douglasii - sud-est du Queensland
- Macrozamia dyeri - côte sud de l'Australie-Occidentale
- Macrozamia elegans - Nouvelle-Galles du Sud
- Macrozamia fawcettii - Nouvelle-Galles du Sud
- Macrozamia fearnsidei - sud-est du  Queensland
- Macrozamia flexuosa - Nouvelle-Galles du Sud
- Macrozamia fraseri - sud-ouest de l'Australie-Occidentale
- Macrozamia glaucophylla - Nouvelle-Galles du Sud
- Macrozamia heteromera - Nouvelle-Galles du Sud
- Macrozamia humilis - Nouvelle-Galles du Sud
- Macrozamia johnsonii - Nouvelle-Galles du Sud
- Macrozamia lomandroides - sud-est du Queensland          Macrozamia macdonnellii dans les gorges Cycad, Parc national des gorges de la Finke, Territoire du Nord

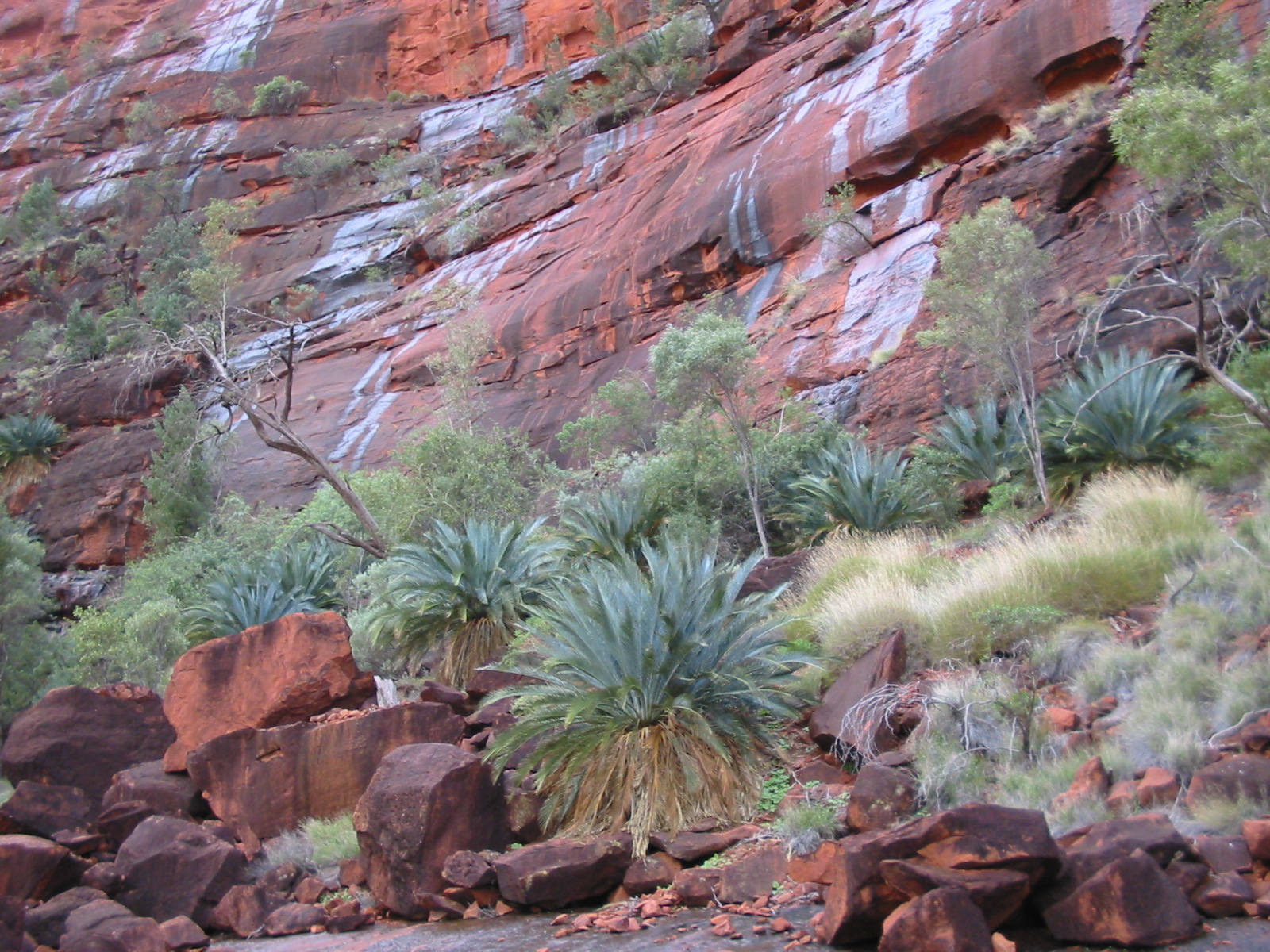
Macrozamia macdonnellii dans les gorges Cycad, Parc national des gorges de la Finke, Territoire du Nord

- Macrozamia longispina - sud-est du Queensland
- Macrozamia lucida - sud-est du Queensland
- Macrozamia macdonnellii - Monts MacDonnell, Territoire du Nord
- Macrozamia macleayi - Nouvelle-Galles du Sud
- Macrozamia miquelii - sud-est et centre du Queensland
- Macrozamia montana - Nouvelle-Galles du Sud
- Macrozamia moorei - sud-est et centre du Queensland
- Macrozamia mountperriensis - sud-est du Queensland
- Macrozamia occidua - sud-est du Queensland
- Macrozamia parcifolia - sud-est du Queensland
- Macrozamia pauli-guilielmi - sud-est du Queensland, nord-est de la Nouvelle-Galles du Sud
- Macrozamia platyrachis - sud-est du Queensland
- Macrozamia plurinervia - sud-est du Queensland, nord-est de la Nouvelle-Galles du Sud
- Macrozamia polymorpha - Nouvelle-Galles du Sud
- Macrozamia reducta - Nouvelle-Galles du Sud
- Macrozamia riedlei - sud-ouest de l'Australie-Occidentale
- Macrozamia secunda - Nouvelle-Galles du Sud
- Macrozamia serpentina - sud-est du Queensland
- Macrozamia spiralis - Nouvelle-Galles du Sud
- Macrozamia stenomera - Nouvelle-Galles du Sud
- Macrozamia viridis - sud-est du Queensland